# Siedem stron świata
Siedem stron świata – polski serial telewizyjny dla młodzieży z 1974 roku. Na jego podstawie powstała również książka Siedem stron naszego świata autorstwa scenarzystów filmu – Wojciecha Fiwka i Konrada Frejdlicha

## Opis
Serial rozpoczyna się, gdy rodziny sprowadzają się na nowe osiedle. Opowiada o grupie dziewcząt i chłopców mieszkających w sąsiednich blokach na wielkomiejskim osiedlu mieszkaniowym. Między bohaterami rodzą się naturalne sympatie i antypatie, nastolatki przeżywają różnorakie przygody, a najważniejszą z nich jest założenie klubu osiedlowego. Serial był realizowany w Łodzi, na terenie nowo powstającego wówczas osiedla Retkinia. Pozostałe lokacje to Bydgoszcz i Słupsk. Odcinki były wyświetlane w Teleranku.
Od 11 kwietnia do 9 maja 1976 serial był wyświetlany w Teleranku. Emisje serialu w TVP odbyły się również od 6 do 14 stycznia 2009 na TVP2 w godzinach popołudniowych i od 27 kwietnia 2011 do 9 maja 2011 o godz. 8:20 w TVP1.

## Spis odcinków
1. Samowar
2. Bomba
3. Rywale
4. Nowy
5. Fermata
6. Kapsel
7. Wrak

## Obsada
- Arkadiusz Bielawski – Paweł
- Michał Pietrzak – Krzysiek
- Bolesław Płotnicki – dozorca Maciejko
- Zbigniew Józefowicz – ojciec Jacka i Pawła
- Janina Borońska – matka Krzyśka
- Urszula Modrzyńska – matka Czarka
- Iwona Słoczyńska – matka Lucka
- Barbara Wałkówna – matka Jacka i Pawła
- Bogusław Sochnacki – pracownik klubu sportowego
- Zygmunt Zintel – dozorca Kwaśniak
- Mariola Mielczarek
- Kasia Miśkiewicz
- Katarzyna Pawlak – epizod
- Małgorzata Zaorska
- Marian Wojtczak – dozorca na budowie
- Eugeniusz Wałaszek – ojciec Lucka
- Zofia Grąziewicz – matka Maćka